# Hoof (St. Wendel)
Hoof  ist ein Stadtteil der Kreisstadt St. Wendel im gleichnamigen Landkreis im Nordosten des Saarlands.

## Geographie
Hoof liegt etwa 7 Kilometer nordöstlich von St. Wendel und etwa 4 Kilometer südsüdöstlich von Oberkirchen. Randlich wird es von der Oster durchflossen.

## Geschichte
Hoof wurde zusammen mit Leitersweiler erstmals im Jahr 1344 als „vom Hofe“ urkundlich erwähnt, 1413 wurde es „vom Hobe“ sowie im Jahr 1538 „von dem Hobe“ genannt. Davon leitet sich der mundartliche Ausdruck für Hoof, „Hoob“, ab. Im Mittelalter gehörte Hoof zur Pfarrei Niederkirchen, die sich 1538 der Reformation anschloss. Während des Dreißigjährigen Krieges war Hoof aufgrund von Plünderungen marodierender Truppen im Jahre 1635 für drei Jahre nur von einer Person bewohnt. 1675 bewohnten den Ort fünf Familien. 1675 wurden alle Gebäude Hoofs nach Brandschatzung durch französische Truppen völlig zerstört. Bis 1723 verwalteten die Vögte von Hunolstein Hoof, von 1723 bis 1738 die  Freiherren von Schorrenburg, danach gehörte es zum Herzogtum Pfalz-Zweibrücken. 1800 wurde von der französischen Besatzungsmacht die Mairie Niederkirchen eingerichtet, die sich aus Hoof, Leitersweiler, Marth, Niederkirchen, Saal, Bubach und Osterbrücken zusammensetzte. Von 1801 bis 1813 gehörte Hoof zur Republik Frankreich und ab 1816 zum Königreich Bayern.
1947 verließen Hoof und die weiteren Ostertaler Gemeinden Osterbrücken, Marth, Saal, Niederkirchen und Bubach (heute Stadtteile der Kreisstadt St. Wendel) nach einer Volksabstimmung den bayerisch-pfälzischen Landkreis Kusel und wechselten in den Landkreis St. Wendel des damals autonomem Saarlands. Hauptanliegen der Ostertaler Bevölkerung war die Arbeitsplatzsicherheit für die meist im Saarland arbeitenden Menschen. Die Ängste schienen begründet, da 1929 Pfälzer die ersten waren, die von Entlassungen im damals französisch verwalteten Saargebiet betroffen waren.
Am 1. Januar 1974 wurde Hoof wie andere Dörfer im Ostertal nach St. Wendel eingemeindet.

## Politik

### Ortsbeirat
Der Ortsrat des Gemeindebezirks Hoof hat neun Mitglieder. Ortsvorsteher ist Gernot Müller (SPD).
Die Sitzverteilung nach den letzten Wahlen:
| Wahl | SPD | CDU | Gesamt  |
| 2019 | 5   | 4   | 9 Sitze |

## Sehenswürdigkeiten

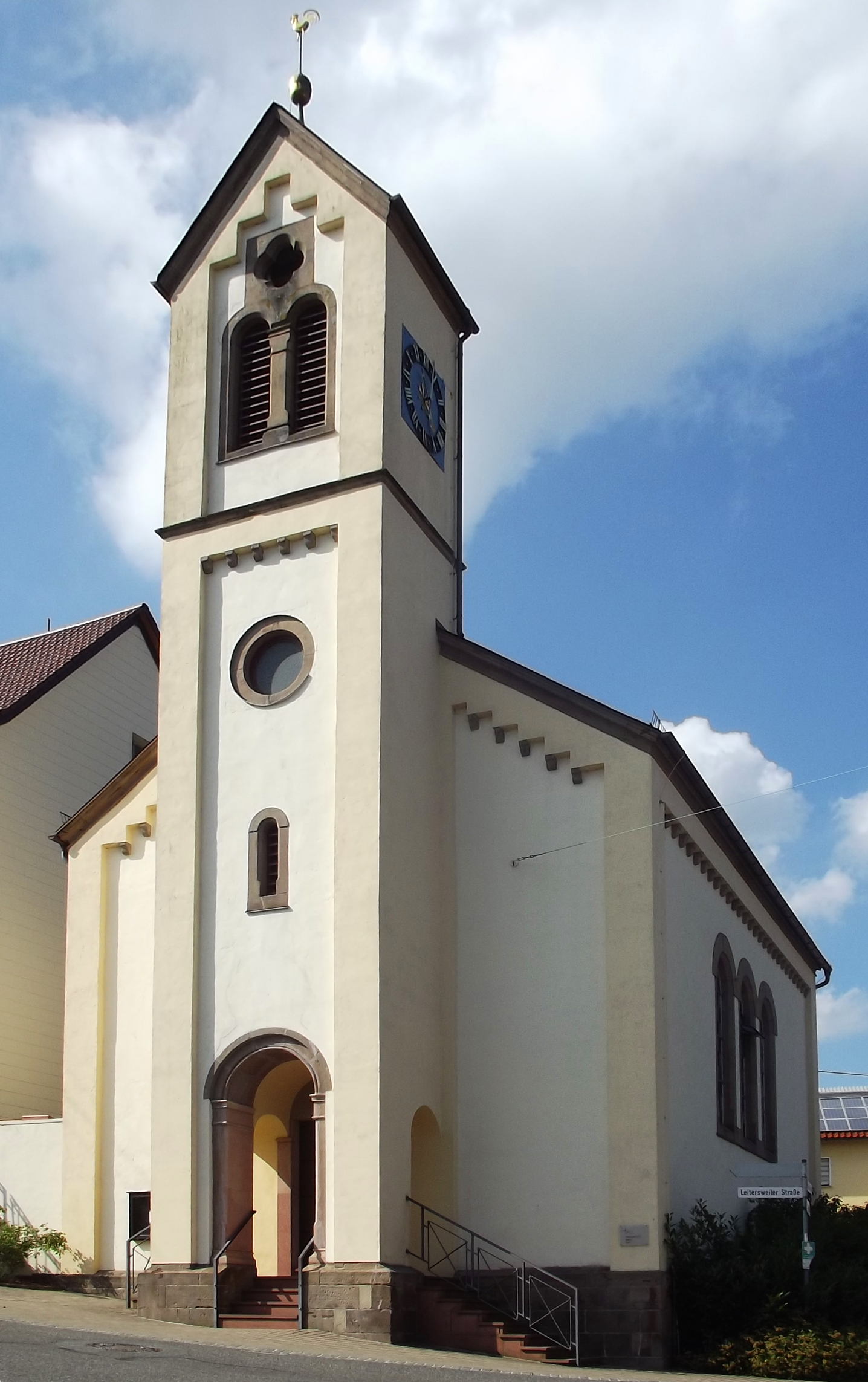
Die Evangelische Kirche in Hoof.

- Christkönig-Kirche, katholische Kirche, erbaut in den 1930er Jahren
- Evangelische Kirche, erbaut in den 1850er Jahren, Orgel